# Emmanuel d'Aranda
Pour les articles homonymes, voir Aranda.
Emmanuel d'Aranda est un voyageur, historien et moraliste  espagnol des Flandres, né vers 1612 à Bruges, où il meurt vers 1686. Il est surtout célèbre pour avoir été l'esclave des Barbaresques à Alger, au cours d'une captivité qu'il a racontée lui-même dans un récit à succès.

## Biographie
D'Aranda passe sa jeunesse en Espagne. Il retournait dans sa patrie lorsqu'il est capturé par les Barbaresques comme Saint Vincent de Paul et Regnard et est emmené esclave en Algérie. Il y reste un peu plus d'une année (1640-1641) pendant que son échange se négocie, et ne revient en Brabant qu'en 1642.

## Témoignage
Son récit de captivité, écrit en espagnol, fut traduit en français en 1656. D'Aranda narre ses aventures personnelles et trace un portrait de l'Alger de son temps.

### Captivité de d'Aranda (quelques éléments)
- Si vous ne connaissez pas le sujet, laissez ce bandeau (vous pouvez alors contacter les auteurs).
- Si vous supprimez le contenu mis en cause (vous pouvez préalablement contacter les auteurs),

argumentez précisément cette suppression dans la page de discussion
(un manque de référence n'est pas un argument ; une recherche réelle de référence doit avoir été effectuée, être formellement documentée).
- Les galères. Elles existaient encore au temps d'Aranda, bien que lui-même n'ait pas eu l'occasion d'y ramer
- Au marché aux esclaves (Batestan) : Un vieillard inventeur fort caduc, un bâton à la main, me prit par le bras et me mena différents tours par ledit marché. Les acquéreurs éventuels s'intéressent à la force physique des esclaves en examinant leurs mains et leurs dents, ainsi qu'à leur pays et à leur état de fortune pour évaluer le montant de la rançon à demander. Le mot qui revient : Achhal, achhal (Qui offre plus ?)
- Évaluation de la rançon possible. C'est le grand sujet qui mobilise toute la ruse et tout le réseau de relations tant du côté des maîtres (pour tenter de détecter les plus riches) que des esclaves (pour se faire passer pour pauvres, s'ils ne le sont pas). Les questions directes ne suffisant pas, des réseaux de renseignements structurés viennent les compléter, incluant maîtres musulmans, esclaves anciens et commerçants juifs. Tout dépend de la réponse à cette question et d'abord quel maître achètera l'esclave. Aranda est d'abord acheté par Saban Gallan, considéré par tous comme un brave homme ; ensuite, le régent, le croyant riche, fait jouer son droit de préemption avant de le laisser à Ali Bitchin, un richissime raïs, après s'être laissé convaincre, à tort, qu'Aranda n'a pas d'argent.
- Circuits, aussi complexes qu'efficaces, quand il s'agit de l'essentiel. Bien qu'Aranda ait menti sur son nom et sa nationalité, il est recherché au bout de peu de jours sous son identité exacte. Il réussit aussi à faire un paiement par lettre de change (argent reçu à Alger, contrepartie payable en Flandre). Quant aux circuits de vente du vin, ils méritent eux aussi l'attention des sociologues, qui se réfèreront au texte intégral d'Aranda (lien clickable en bibliographie). La complexité des circuits atteint des sommets quand il s'agit d'échange de captifs (un tel échange sera réussi dans le cas d'Aranda, lui évitant de payer une rançon), car aucun intérêt ne coïncide exactement avec les autres. Par exemple, les captifs musulmans échangeables n'appartiennent pas à la famille du patron d'Aranda, lequel n'entend pas se priver du produit d'une rançon en argent pour permettre la libération de coréligionnaires qui ne lui sont rien.
- Le Bain. C'est ainsi que l'on nomme (ce nom a donné bagne) les sortes de casernes où de nombreux esclaves sont regroupés. Aranda décrit celui d'Ali Bitchin, le maître dont il dépend la plupart du temps, le cri du matin : Sursa cani, abaso canalla (Levez-vous, chiens, debout, canailles).
- Ali Bitchin, le maître principal de d'Aranda, est aussi connu par d'autres sources comme Piccinino ou Bitchin. Ce richissime armateur de galères, qui possédait 3000 esclaves, est un renégat italien. Il fonda, en 1622, une mosquée qui resta longtemps connue comme mosquée d'Ali Betchine, avant de devenir église Notre-Dame-des-Victoires, toujours debout en 1930. D'après Aranda, cependant, (voir plus loin Dialogue inter-religieux), il ne la fréquentait guère.
- La nourriture. Généralement, chez Ali Bitchin, un morceau de pain ou de biscuit, et encore de façon aléatoire. Après le travail pour leur patron, les esclaves ont 3 ou 4 heures à eux pour chercher leur vie. Ceux qui ont trouvé quelque chose à voler le vendent aux autres après encore des Arrache, arrache. La nourriture est meilleure et la conversation plus digeste chez un pauvre soldat nommé Casaborne Mostafa, chez qui d'Aranda sert un temps. En tant que janissaire, Mostafa n'a ni femme ni enfant, son héritage est destiné au régent. En conséquence, il préfère le manger et le boire ; il s'assied en tailleur, fait manger d'Aranda au même plat et lui conseille de se remonter le moral en imaginant qu'il est le maître et Mostafa l'esclave.
- L'alcool. Pour quelques piécettes, on s'en procure aisément. Quand Ali Bitchin a pris une cargaison d'alcool, il ne la laisse pas perdre. D'après la théologie en vigueur à Alger au temps d'Aranda, un musulman peut boire de l'alcool mais non en vendre. En conséquence, sa vente suit des circuits complexes qui passent par le "bain" ; celui-ci a sa taverne, très fréquentée des soldats turcs en plus des esclaves chrétiens. Elle est située entre des galeries de deux étages, juste à côté de l'église, qui peut contenir 300 personnes. La présence de la taverne amène, pour les esclaves du bain, quelques coups de leurs gardiens quand une bagarre d'ivrogne a réveillé Ali Bitchin, dont le palais est limitrophe, mais aussi une petite circulation d'argent dont certains réussissent à attraper leur part.
- Péché abominable, très répandu et non réprimé. Ali Bitchin n'en est pas adepte, mais il a quand même une poignée de beaux et jeunes esclaves en son palais, par ostentation, pour montrer qu'il pourrait s'il voulait.
- Dialogue interreligieux. Le père Angeli, un prêtre génois détenu aux bains d'Ali Bitchin, est apprécié de tous : catholiques, luthériens, russes orthodoxes et même musulmans. Ali Bitchin le fait venir pour lui demander quel sera son sort à sa mort. Après maintes hésitations, le prêtre ose répondre qu'il ira droit en enfer. Ali Bitchin lui ayant demandé s'il y avait un moyen de l'éviter, le prêtre ose lui suggérer d'être meilleur musulman : s'abstenir de voler, montrer quelque miséricorde, s'abstenir, quand il est chez le Régent et que le cri du muezzin retentit, de se couvrir le visage d'un mouchoir pour montrer qu'il fait ce qu'il peut pour cacher son rire. Tout cela paraissant un peu compliqué, Bitchin décide que le diable fera de lui ce qu'il voudra le moment venu. On précisera tout de même qu'en parallèle des efforts du père Angeli pour rendre Bitchin meilleur musulman, ce dernier fait son possible pour que ses esclaves restent bons chrétiens ; celui qui paraît vouloir se convertir à l'Islam est roué de coups, Bitchin craignant que cette conversion ne l'oblige à terme à affranchir l'esclave.
- Mondialisation. Dans le bagne d'Ali Bitchin, il y a des marins de toutes nationalités : Espagnols, Portugais, Italiens, Néerlandais et même Russes. Ils échangent des informations sur toutes les nouvelles terres : Amérique, Brésil en particulier.

## Alger vu par d'Aranda

### Situation et topographie
- À flanc de montagne, en gradins autour de la mer, avec une belle vue de partout
- Des maisons blanches recouvertes de terrasses, sur lesquelles on peut circuler d'un bout à l'autre de la ville
- Rues très étroites, fermées la nuit par des chaînes
- Murailles sans capacité défensive réelle
- Mosquées, palais du régent, casernes, bains
- Une petite île jointe à la ville par un môle pour former le port

### Population
- 100 000 âmes, dont 12 000 Ottomans, soldats de la garnison
- 30 000 à 40 000 esclaves de toutes les nations du monde
- Le reste de bourgeois algériens, Maures, Morisques et juifs et quelques marchands chrétiens
- Des "reniés" (= renégats) de toutes nations chrétiennes, dont 3 000 Français

Cette population est très hiérarchisée. Les Ottomans occupent le sommet de la pyramide. Les musulmans non ottomans sont divisés en plusieurs groupes distincts, dont les Morisques (descendants de fugitifs chassés d'Espagne par la reconquista) sont parmi les moins considérés. Les Juifs sont situés au plus bas de l'échelle et ne peuvent même pas, s'ils le souhaitent, se convertir à l'Islam directement ; ils doivent passer par une conversion intermédiaire au christianisme, ce qui est d'ailleurs assez simple à pratiquer (les autorités d'Alger considèrent qu'il suffit de manger une fois du porc pour que la conversion soit opérée).

### Politique
Le régent, que d'Aranda appelle le Bassa, ne se fâche pas d'être flatté du nom de Sultan. Il reconnaît l'empereur ottoman (le Grand Seigneur) de bouche, mais tient fort peu de compte de ses ordres, passeports et traités. En revanche, il redoute les Janissaires et ne se permet pas trois heures de retard dans le paiement de leur solde. Plus d'un régent a été massacré pour un désaccord financier minime avec eux, d'où un perpétuel besoin d'argent qui en fait un interlocuteur peu fiable pour les princes chrétiens : Et pour avouer la vérité, il est très difficile au Bassa de bien observer la paix avec quelque nation que ce soit, s'il veut être aimé des soldats, d'autant que le tantième qui lui revient des prises fait la plus grande somme de ses finances ; ce qui ne serait point s'il observait exactement la paix avec quelque nation. Le régent a un conseil qui se réunit dans un couloir de son palais.

### Soldatesque
Reniés, gens perdus, sans religion et conscience, fugitifs de la chrétienté et de Turquie, pour l'énormité de leurs crimes, auxquels cette ville sert d'asile et de réceptacle, même contre le courroux du Grand Seigneur.

### Force militaire
Son assiette, munition et forteresse ne sont aucunement considérables. La nuit, la surveillance du guet est minime. La garnison est particulièrement faible l'été, quand une partie des Janissaires est à la mer avec les Raïs et une autre partie en villégiature à la campagne. Une attaque à l'automne (comme ce que tenta Charles Quint) est, en revanche, déconseillée, car alors la mer Méditerranée n'est pas moins troublée que les autres par les tempêtes et les orages, un seul point de prise véritable d'eau douce, celle-ci étant ensuite répartie par les canalisations à la romaine.

### Poison
Aranda le juge fort commun en Afrique, un moyen courant de se débarrasser d'une femme ou d'un mari. Invité à un festin par Bitchin, le régent arrive avec vingt de ses propres esclaves, qui lui servent sa propre nourriture et sa propre boisson, ce dont Bitchin ne se formalise pas.